# Nikol Plosaj
Nikol Plosaj (Goleniów, 22 mei 1996) is een Poolse weg- en baanwielrenster.

## Carrière
Plosaj nam in 2019 deel aan de Europese Spelen in Minsk ze behaalde daar een derde plaats op de ploegenachtervolging. Die reed ze samen met Justyna Kaczkowska, Karolina Karasiewicz en Katarzyna Pawlowska. Datzelfde jaar won ze haar derde medaille op de Europese kampioenschappen baanwielrennen Bij de afvalkoers moest ze enkel haar meerdere erkennen in Kirsten Wild en Emily Nelson. Op de Wereldkampioenschappen baanwielrennen wist ze geen medaille te behalen.
Op de weg reed Plosaj tussen 2022 en 2024 bij de Poolse wielerploeg MAT Atom Deweloper Wrocław. Daarvoor, in 2018, kwam ze als tweede over de eindstreep bij het nationale kampioenschap op de weg. Plosaj won de sprint van de achtervolgende groep, nadat Malgorzata Jasinska 49 seconden eerder al was gefinisht.

## Palmares

### Wegwielrennen
2014
 Pools kampioenschap tijdrijden, junioren
 Pools kampioenschap op de weg, junioren
2018
 Pools kampioenschap op de weg, elite

### Baanwielrennen
| Jaar    | PK                                                                                             | EK                                                   | WK                                                | Overig                                                   |
| Belofte | Belofte                                                                                        | Belofte                                              | Belofte                                           | Belofte                                                  |
| ------- | ---------------------------------------------------------------------------------------------- | ---------------------------------------------------- | ------------------------------------------------- | -------------------------------------------------------- |
| 2015    | achtervolging · 500m tijdrit                                                                   | 10e omnium                                           |                                                   |                                                          |
| 2016    |                                                                                                |                                                      |                                                   |                                                          |
| 2017    |                                                                                                | ploegenachtervolging · 8e afvalkoers · 8e omnium     |                                                   |                                                          |
| Elite   |                                                                                                |                                                      |                                                   |                                                          |
| 2013    | ploegenachtervolging · 4e puntenkoers · 6e achtervolging · 6e omnium · 7e scratch · 7e tijdrit |                                                      |                                                   |                                                          |
| 2014    |                                                                                                |                                                      |                                                   |                                                          |
| 2015    | ploegenachtervolging · 5e puntenkoers                                                          |                                                      |                                                   |                                                          |
| 2016    |                                                                                                | ploegenachtervolging                                 |                                                   |                                                          |
| 2017    | koppelkoers · omnium · 4e puntenkoers · 8e scratch                                             | ploegenachtervolging · 8e koppelkoers                | 8e ploegenachtervolging                           |                                                          |
| 2018    | koppelkoers · ploegenachtervolging · omnium · 7e afvalkoers · 7e puntenkoers                   | 4e ploegenachtervolging                              | 14e koppelkoers                                   |                                                          |
| 2019    | omnium · puntenkoers · afvalkoers · 4e scratch                                                 | afvalkoers · 6e ploegenachtervolging                 | 13e ploegenachtervolging                          | Europese Spelen: · ploegenachtervolging · 8e puntenkoers |
| 2020    | puntenkoers                                                                                    | 4e koppelkoers 4e omnium 8e afvalkoers               | 7e koppelkoers 11e ploegenachtervolging           |                                                          |
| 2021    | omnium · scratch · puntenkoers                                                                 | 4e afvalkoers 7e koppelkoers 7e ploegenachtervolging | 6e ploegenachtervolging 11e omnium 15e afvalkeors | NC Cali: · ploegenachtervolging · afvalkoers             |
| 2022    | koppelkoers · afvalkoers · 6e omnium · 6e puntenkoers                                          | 8e ploegenachtervolging 11e puntenkoers              | 23e afvalkoers                                    |                                                          |
| 2023    | koppelkoers · omnium · puntenkoers                                                             | 6e koppelkoers 7e ploegenachtervolging               |                                                   |                                                          |
| 2024    |                                                                                                | 6e ploegenachtervolging                              | 5e ploegenachtervolging                           |                                                          |
| 2025    |                                                                                                | 6e ploegenachtervolging 14e puntenkoers              |                                                   |                                                          |